# Copa América de Futsal
A CONMEBOL Copa América de Futsal é a principal competição entre seleções de futsal das nações filiados a Confederação Sul-Americana de Futebol, CONMEBOL, sob a chancela da FIFA. O torneio foi realizado pela primeira vez em 1992 no Brasil.
Entre 1965 a 1989, o principal torneio da America do Sul era organizado pela FIFUSA e se chamava Campeonato Sul-Americano de Futebol de Salão, sendo substituído como principal torneio do continente, a partir de 1992 pela Copa America de Futsal com organização da Conmebol e chancela da FIFA.

## Resultados

### Copa América de Futsal
| Ano           | Sede          |           | Final     | Final        | Final     |           | Disputa do Terceiro Lugar | Disputa do Terceiro Lugar | Disputa do Terceiro Lugar |
| Ano           | Sede          | Campeão   | Placar    | Vice campeão | 3º Lugar  | Placar    | 4º Lugar                  |                           |                           |
| ------------- | ------------- | --------- | --------- | ------------ | --------- | --------- | ------------------------- | ------------------------- | ------------------------- |
| 1992 Detalhes | Aracaju       | Brasil    |           | Argentina    | Paraguai  |           | Equador                   |                           |                           |
| 1995 Detalhes | São Paulo     | Brasil    |           | Argentina    | Uruguai   |           | Paraguai                  |                           |                           |
| 1996 Detalhes | Niterói       | Brasil    | 8–1       | Uruguai      | Argentina | 2–1       | Paraguai                  |                           |                           |
| 1997 Detalhes | São Leopoldo  | Brasil    | 6–0       | Argentina    | Paraguai  |           | Uruguai                   |                           |                           |
| 1998 Detalhes | Joinville     | Brasil    | 9–1       | Paraguai     | Uruguai   |           | Argentina                 |                           |                           |
| 1999 Detalhes | Joinville     | Brasil    | 9–4       | Paraguai     | Argentina |           | Uruguai                   |                           |                           |
| 2000 Detalhes | Foz do Iguaçu | Brasil    | 6–0       | Argentina    | Uruguai   | 4–2       | Bolívia                   |                           |                           |
| 2003 Detalhes | Assunção      | Argentina | 1–0       | Brasil       | Paraguai  | 9–4       | Uruguai                   |                           |                           |
| 2008 Detalhes | Montevidéu    | Brasil    | 6–2       | Uruguai      | Argentina | 3–2       | Paraguai                  |                           |                           |
| 2011 Detalhes | Buenos Aires  | Brasil    | 5–1       | Argentina    | Paraguai  | 3–1       | Colômbia                  |                           |                           |
| 2015 Detalhes | Portoviejo    |           | Argentina | 4–1          | Paraguai  |           | Brasil                    | 5–1                       | Colômbia                  |
| 2017 Detalhes | San Juan      |           | Brasil    | 4–2          | Argentina |           | Paraguai                  | 4–3                       | Uruguai                   |
| 2019 Detalhes | Los Ángeles   |           | Cancelada | Cancelada    | Cancelada | Cancelada | Cancelada                 | Cancelada                 | Cancelada                 |
| 2022 Detalhes | Assunção      |           | Argentina | 1–0          | Paraguai  |           | Brasil                    | 3–0                       | Colômbia                  |
| 2024 Detalhes | Luque         |           | Brasil    | 2–0          | Argentina |           | Venezuela                 | 4–1                       | Paraguai                  |

### Títulos por país
| Ordem | País      | Medalha de ouro | Medalha de prata | Medalha de bronze | Total |
| ----- | --------- | --------------- | ---------------- | ----------------- | ----- |
| 1     | Brasil    | 11              | 1                | 2                 | 14    |
| 2     | Argentina | 3               | 7                | 3                 | 13    |
| 3     | Paraguai  | 0               | 4                | 5                 | 9     |
| 4     | Uruguai   | 0               | 2                | 3                 | 5     |
| 5     | Venezuela | 0               | 0                | 1                 | 1     |